# Trichotanypus abyssorum
Trichotanypus abyssorum är en tvåvingeart som först beskrevs av Jean-Jacques Kieffer 1924.  Trichotanypus abyssorum ingår i släktet Trichotanypus och familjen fjädermyggor.
Artens utbredningsområde är Tyskland. Inga underarter finns listade i Catalogue of Life.